# Новодружеська міська рада
Новодру́жеська міська́ ра́да — орган місцевого самоврядування у складі Лисичанської міської ради Луганської області. Адміністративний центр — місто Новодружеськ.

## Загальні відомості
- Новодружеська міська рада утворена в 1963 році.
- Територія ради: 13,56 км²
- Населення ради: 7 660 осіб (станом на 1 січня 2014 року)
- Територією ради протікає річка Сіверський Донець.

## Населені пункти
Міській раді підпорядковані населені пункти:
- м. Новодружеськ

## Склад ради
Рада складається з 30 депутатів та голови.
- Голова ради:
- Секретар ради: Лещінець Наталія Петрівна

### Керівний склад попередніх скликань
| ПІБ                      | Основні відомості                                  | Дата обрання | Дата звільнення |
| ------------------------ | -------------------------------------------------- | ------------ | --------------- |
| Гладкова Ніна Григорівна | Міський голова, 1951 року народження, позапартійна | 26.03.2006   | 31.10.2010      |

Примітка: таблиця складена за даними джерела

### Депутати
За результатами місцевих виборів 2010 року депутатами ради стали:

#### За суб'єктами висування
| Суб'єкт висування                                       | Кількість обраних депутатів | %   |
| ------------------------------------------------------- | --------------------------- | --- |
| Партія регіонів                                         | 24                          | 80  |
| Комуністична партія України                             | 3                           | 10  |
| Політична партія Всеукраїнське об'єднання «Батьківщина» | 1                           | 3,3 |
| Політична партія «Сильна Україна»                       | 1                           | 3,3 |
| Соціал-демократична партія України (об'єднана)          | 1                           | 3,3 |

#### За округами
| № округу                                                | Прізвище, ім'я, по батькові    | Дата визнання обраним | Освіта         | Партійна приналежність                                | Відомості про обраного депутата                                                                            |
| ------------------------------------------------------- | ------------------------------ | --------------------- | -------------- | ----------------------------------------------------- | --- |
| Комуністична партія України                             |                                |                       |                |                                                       | |
| б/м                                                     | Лазарєв Микола Іванович        | 02.11.2010            | Освіта вища    | член Комуністичної партії України                     | пенсіонер                                                                                                  |
| б/м                                                     | Попружний Микола Іванович      | 02.11.2010            | Освіта вища    | член Комуністичної партії України                     | Ощадбанк, охоронець                                                                                        |
| 5                                                       | Лещінець Наталія Петрівна      | 02.11.2010            | Освіта вища    | позапартійна                                          | пенсіонер                                                                                                  |
| Партія регіонів                                         |                                |                       |                |                                                       | |
| б/м                                                     | Пантелєєв Михайло Аркадійович  | 02.11.2010            | Освіта вища    | член Партії регіонів                                  | Відокремлений підрозділ шахта «Новодружеська» ВАТ «Лисичанськвугілля», начальник зміни                     |
| б/м                                                     | Толстопятов Микола Васильович  | 02.11.2010            | Освіта вища    | член Партії регіонів                                  | ВАТ «Лисичанськвугілля», майстер навчально-курсового комбінату                                             |
| б/м                                                     | Чорна Наталія Володимирівна    | 02.11.2010            | Освіта вища    | член Партії регіонів                                  | Лисичанська загальноосвітня школа I-III ст. № 25, директор                                                 |
| б/м                                                     | Зінченко Микола Миколайович    | 02.11.2010            | Освіта вища    | член Партії регіонів                                  | Відокремлений підрозділ шахта «Новодружеська» ВАТ «Лисичанськвугілля», заступник начальника дільниці       |
| б/м                                                     | Самуйленко Анжеліка Миколаївна | 02.11.2010            | Освіта вища    | член Партії регіонів                                  | Лисичанське комунальне підприємство житлова експлуатаційна контора № 6, начальник                          |
| б/м                                                     | Кочубей Олександр Сергійович   | 02.11.2010            | Освіта вища    | член Партії регіонів                                  | Відокремлений підрозділ шахта «Новодружеська» ВАТ «Лисичанськвугілля», головний маркшейдер                 |
| б/м                                                     | Колосова Олена Леонідівна      | 02.11.2010            | Освіта вища    | член Партії регіонів                                  | Новодружеський ринок, приватний підприємець                                                                |
| б/м                                                     | Левашова Тетяна Олександрівна  | 02.11.2010            | Освіта вища    | член Партії регіонів                                  | Лисичанське комунальне підприємство житлова експлуатаційна контора № 6, майстер                            |
| б/м                                                     | Жиділов Анатолій Сергійович    | 02.11.2010            | Освіта середня | член Партії регіонів                                  | пенсіонер                                                                                                  |
| б/м                                                     | Курінний Павло Дмитрович       | 02.11.2010            | Освіта вища    | член Партії регіонів                                  | тимчасово не працює                                                                                        |
| 1                                                       | Анопченко Олег Вікторович      | 02.11.2010            | Освіта вища    | член Партії регіонів                                  | Приватне підприємство «Перлина», керівник                                                                  |
| 2                                                       | Бєрвєнова Тетяна Павлівна      | 02.11.2010            | Освіта середня | член Партії регіонів                                  | Відокремлений підрозділ шахта «Новодружеська» ВАТ «Лисичанськвугілля», ламповщик                           |
| 3                                                       | Довбій Сергій Володимирович    | 02.11.2010            | Освіта вища    | член Партії регіонів                                  | Відокремлений підрозділ шахта «Новодружеська» ВАТ «Лисичанськвугілля», гірничий робітник                   |
| 4                                                       | Карлашов Олексій Іванович      | 02.11.2010            | Освіта вища    | член Партії регіонів                                  | Відокремлений підрозділ шахта «Новодружеська» ВАТ «Лисичанськвугілля», начальник дільниці                  |
| 6                                                       | Мєнін Сергій Костянтинович     | 02.11.2010            | Освіта вища    | член Партії регіонів                                  | Новодружеська дитяча школа мистецтв, директор                                                              |
| 7                                                       | Надолько Раїса Іванівна        | 02.11.2010            | Освіта вища    | член Партії регіонів                                  | Лисичанська загальноосвітня школа I-III ст. № 25, заступник директора з навчально-виховної роботи          |
| 8                                                       | Нога Людмила Аркадіївна        | 02.11.2010            | Освіта вища    | член Партії регіонів                                  | Приватне підприємство «Нога», керівник                                                                     |
| 9                                                       | Пантелєєва Тетяна Михайлівна   | 02.11.2010            | Освіта вища    | член Партії регіонів                                  | пенсіонер                                                                                                  |
| 10                                                      | Полушкін Геннадій Миколайович  | 02.11.2010            | Освіта вища    | член Партії регіонів                                  | Відокремлений підрозділ шахта «Новодружеська» ВАТ «Лисичанськвугілля», гірничий диспетчер                  |
| 11                                                      | Гальченко Анатолій Михайлович  | 10.01.2011            | Освіта вища    | член Партії регіонів                                  | пенсіонер                                                                                                  |
| 12                                                      | Сєліков Юрій Микитович         | 02.11.2010            | Освіта вища    | член Партії регіонів                                  | Відокремлений підрозділ шахта «Новодружеська» ВАТ «Лисичанськвугілля», теплотехнік                         |
| 13                                                      | Усачова Олена Миколаївна       | 02.11.2010            | Освіта вища    | член Партії регіонів                                  | Комунальний заклад "Лисичанський дошкільний навчальний заклад (дитячий садок) № 11"Струмочок", завідувачка |
| 14                                                      | Хмелюк Олег Григорович         | 02.11.2010            | Освіта вища    | член Партії регіонів                                  | Відокремлений підрозділ шахта «Новодружеська» ВАТ «Лисичанськвугілля», начальник дільниці                  |
| 15                                                      | Чирков Володимир Миколайович   | 02.11.2010            | Освіта вища    | член Партії регіонів                                  | ЗАТ «Лиспі», головний інженер                                                                              |
| Політична партія Всеукраїнське об'єднання «Батьківщина» |                                |                       |                |                                                       | |
| б/м                                                     | Клименко Сергій Іванович       | 02.11.2010            | Освіта вища    | позапартійний                                         | ТОВ «ДЕФО»-3, головний бухгалтер                                                                           |
| Політична партія «Сильна Україна»                       |                                |                       |                |                                                       | |
| б/м                                                     | Тюрішев Олександр Зіновійович  | 02.11.2010            | Освіта вища    | член Політичної партії «Сильна Україна»               | Управління газового господарства м. Лисичанськ, начальник служби обліку газу                               |
| Соціал-демократична партія України (об'єднана)          |                                |                       |                |                                                       | |
| б/м                                                     | Пархомов Олександр Юрійович    | 02.11.2010            | Освіта вища    | член Соціал-демократичної партії України (об'єднаної) | КПЛТС, майстер                                                                                             |